# Torrendiella
Torrendiella es un género de hongos en la familia Sclerotiniaceae. Fue circunscripto por Jean Louis Émile Boudier y John Torrey en 1911, con T. ciliata como especie tipo. Varias especies antiguamente ubicadas en este género fueron transferidas a Hymenotorrendiella en 2014.